# Красная Горка (Каменский район)
Красная Горка — упразднённая деревня на территории города Каменска-Уральского.
Находилась на правом берегу реки Исети, в районе Городка алюминщиков.

## История
По сведению историка Семевского, некий дьячок Красной Горки на Исети Иван Кузьмин в 1762 году сочинял и распространял «Подмётный манифест Екатерины второй», повелевавшей крестьянам прекратить работы на заводах, а красногорцев, приписанных к Долматову монастырю, освободить навечно и с этого года считать их государственными крестьянами на оброке. В итоге вспыхнуло восстание в селах и деревнях Колчеданской, Пироговской и Катайской слобод, а красногорцы приняли в нём активное участие.
В 1916 году деревня относилась к Каменской волости. В 1928 году Красная горка входила в Монастырский сельсовет Каменского района Шадринского округа Уральской области. В 1932 году вблизи деревни Красная Горка был заложен «Городок алюминщиков». В 1936 году, когда Исеть перегораживали плотиной для УАЗа, вся местность деревни Красная Горка оказалась затопленной. Её население переселилось в Монастырский совет, образовав деревню Кремлёвку.

## Население
- По данным переписи 1904 года, в деревне было 93 двора с населением 322 человека (мужчин — 168, женщин — 154)[3].
- По данным переписи 1926 года, в деревне было 98 дворов с населением 429 человек (мужчин — 188, женщин — 241), все русские[2].